# Johan Röjler
Johan Röjler (* 11. listopadu 1981 Örebro) je švédský rychlobruslař.
V roce 1998 se premiérově zúčastnil Mistrovství světa juniorů, roku 2000 tento šampionát vyhrál. Od roku 1999 závodil ve Světovém poháru. Startoval na Zimních olympijských hrách 2002 (1500 m – 38. místo, 5000 m – 22. místo) a 2006 (1500 m – 33. místo, 5000 m – 12. místo, 10 000 m – 10. místo). Ve víceboji na Mistrovství Evropy 2006 a v závodu na 10 000 m na Mistrovství světa 2007 dosáhl shodně šestého místa, svého nejlepšího individuálního umístění. Na MS 2009 získal se švédským týmem stříbrnou medaili ve stíhacím závodě družstev. Zúčastnil se také ZOH 2010 (1500 m – 28. místo, 5000 m – 21. místo, stíhací závod družstev – 7. místo). Od roku 2010 závodí již pouze na švédských závodech a šampionátech.